# Couchbase Server
Couchbase Server（旧：Membase）は、対話型アプリケーション用に最適化されたオープンソースの分散型（シェアード・ナッシング・アーキテクチャ）NoSQLドキュメント指向データベースである。
対話型アプリケーションは、多くの利用者に対して同時に、保存、検索、集計、操作、表示などの機能を提供しなければならない。
こういった要求に応えるために、Couchbaseは、単一PCから大規模なコンピュータ・クラスターまで対応し、低遅延かつ高持続スループットでのkey-valueまたはドキュメントアクセスを実現するよう設計されている。
Memcachedの精通者向けに、クライアントプロトコルの互換に対応する他、ディスク追加による永続性、レプリケーション、ライブクラスタの再構成、リバランスとマルチテナントとの分割 (データベース)機能がある。
AOL、シスコシステムズ、LinkedIn、セールスフォース、ジンガ、ネイバー (企業)を含むおよび世界中の何百もの商用アプリケーションに採用されている。
CAP定理では、一貫性＋分断耐性に分類される。
Ubuntu、Red Hat Enterprise Linux、Windows、Mac OS Xで動作する。
著名な導入例としてLinkedIn,ゼネラル・エレクトリック,Marriott,PayPal,eBay,DirecTV,Symantec,アマデウスITグループなどがある。